# Argunsk
Argunsk (ros. Аргунск) – wieś w Rosji, w Kraju Zabajkalskim, w rejonie nierczinsko-zawodzkim. W 2010 liczyła 496 mieszkańców.